# 이지영 (강사)
이지영(李智榮, 1982년 12월 29일 ~ )은 대한민국의 강사이다.

## 학력
- 인천동막국민학교 (졸업)
- 진천덕산중학교 (졸업)(수해로 인하여 재해 이후 전학을 감)
- 진천고등학교 (졸업)
- 서울대학교 사범대학 (2001학번 윤리교육 / 학사)
- 서울대학교 일반대학원 (윤리교육 / 석사)
- 서울대학교 일반대학원 (정치철학 / 박사과정)

## 경력
- EBSi 사회탐구 강사
- 세화여자고등학교 교사
- 스카이에듀 강사
- 종로학원 강사
- 서울대학교 기초교육원 핵심교양 TA